# Miron Muslić
Miron Muslić, né le 14 septembre 1982 à Bihać (Yougoslavie), est un ancien footballeur autrichien reconverti entraîneur.
Depuis le 31 mai 2025, il est l'entraîneur de Schalke 04 en deuxième division allemande.

## Biographie

### Parcours de joueur
Miron Muslić est arrivé en Autriche avec sa famille pendant la guerre de Bosnie-Herzégovine et a commencé à jouer au football à l'académie du FC Tirol Innsbruck en 1994, à l'âge de douze ans. Après la dissolution du club, il a rejoint le club de deuxième division du SV Wörgl. Il a fait ses débuts pour Wörgl en deuxième division en mars 2001, remplaçant Markus Unterrainer à la mi-temps de la 24e journée de la saison 2000-2001 contre le First Vienna.
Muslić est prêté au NK Novalja (en) en Croatie, pour la saison 2002-2003.
Lors de la saison 2004-2005 avec Wörgl, il est relégué en troisème division.
Il rejoint ensuite le club de troisième division du SVG Reichenau pour la saison 2005-2006, pour lequel il dispute au total 18 matchs.
À l'été 2006, il a rejoint Hall, son rival. Lors de la saison 2006-2007, il marque 21 buts en 29 matchs en Regionalliga Ouest.
Pour la saison 2007-2008, il signe au SV Ried est devient professionnel. Il a fait ses débuts en Bundesliga en juillet 2007, remplaçant Jovan Damjanović à la 83e minute lors de la troisième journée contre l'Austria Kärnten.
Après quatre matchs de Bundesliga, Muslić rejoint le club de troisième division de Gmunden pendant la trêve hivernale de la saison 2007-2008. Avec Gmunden, il est relégué en OÖ Liga (en) à la fin de la saison. Il rejoint ensuite l'ATSV Sattledt, son rival, pour la saison 2010-2011. Avec Sattledt, il est relégué en cinquième division. Il rejoint ensuite l'Union Weißkirchen, aussi en cinquième division, à l'été 2012, avec qui il est promu en OÖ Liga en 2014. Après avoir terminé deuxième du classement des buteurs lors de la saison 2012-2013 avec 24 buts en 26 matchs, il devient meilleur buteur de la Landesliga Ost (Tyrol) (en), en cinquième division, lors de la saison 2013-2014, avec 31 buts en 24 apparitions.
Il retourne au SV Ried pour la saison 2015-2016, où il rejoint l'équipe réserve. Il met un terme à sa carrière de footballeur en fin de saison pour entamer un rôle d'entraîneur sur les catégories de jeunes du club.

### Carrière d'entraîneur

#### Débuts au SV Ried
Il débute en tant qu'entraîneur lors de la saison 2017-2018 avec l'équipe des moins de 18 ans du SV Ried. En avril 2018, il est nommé entraîneur adjoint de l'équipe première sous les ordres de Thomas Weissenböck. À la suite de la démission de Weissenböck en novembre 2018, Muslić a assuré l'intérim comme entraîneur principal pour un match.
Il a également été entraîneur principal de l'équipe réserve pendant quelques mois lors de la saison 2018-2019 avant de redevenir adjoint de l'équipe première.
À la fin de la saison 2018-2019, il devient entraîneur des moins de 15 ans.

#### FAC Vienne
Le 14 juillet 2020, il est recruté comme entraîneur principal par le Floridsdorfer Athletiksport Club de Vienne en deuxième division autrichienne.

#### Retour au SV Ried
Il est rappelé par le SV Ried en janvier 2021, pour devenir entraîneur principal du club. Après seulement dix matchs à la tête de club, il démissionne en mars 2021 n'ayant pas réussi à remporter la moindre rencontre.

#### Cercle Bruges
En octobre 2021, il devient l'entraîneur adjoint d'Yves Vanderhaeghe au Cercle Bruges. La saison suivante, il assiste cette fois-ci Dominik Thalhammer.
Le 19 septembre 2022, il remplace Dominik Thalhammer à son poste d'entraîneur du Cercle Bruges, à la suite du limogeage de ce dernier.
Muslić a permis au Cercle de quitter la zone de relégation et de terminer huitième de la saison 2022-2023, le qualifiant ainsi pour une version simplifiée des barrages européens de la Pro League. Lors de ces barrages, le Cercle a terminé deuxième derrière La Gantoise pour la dernière place qualificative européenne, terminant officiellement sixième.
Lors de la saison 2023-2024, le Cercle se qualifie pour pour la première fois pour les barrages du titre de champion. Il termine quatrième lors de la saison 2023-2024, son meilleur résultat depuis 2008, et se qualifie pour l'Europe pour la première fois en 14 ans, et seulement la quatrième fois de son histoire.
Les difficultés du début de saison 2024-20254 ne se résorbent pas et, après une avance de 2 buts à 0 sur Beerschot, lanterne rouge, se terminant par une défaite 2 buts à 3, Muslić est démis de ses fonctions d'entraîneur du Cercle le 2 décembre 2024.

#### Plymouth Argyle
Le 10 janvier 2025, Muslić est nommé entraîneur de Plymouth Argyle, club de Championship, en y signant un contrat de trois ans et demi,.
Le 9 février 2025, alors que Plymouth Argyle est lanterne rouge de Championship, l'équipe de Muslić élimine Liverpool dans le cadre du quatrième tour de la FA Cup (victoire 1-0). Il s'agit seulement de la quatrième fois dans l'histoire de la FA Cup que le leader de la Premier League est éliminé par une équipe ne faisant pas partie de l'élite.
Le 28 mai 2025, le club a annoncé avoir « à contrecœur » autorisé Muslić à discuter avec une équipe de deuxième division allemande, apparemment Schalke 04, au sujet de sa candidature à son poste d'entraîneur. Plymouth a exprimé sa frustration dans son communiqué officiel annonçant cette décision, soulignant avoir « reçu des promesses verbales répétées de Miron quant à son engagement envers Argyle ». 

#### Schalke 04
Le 31 mai 2025, il est officiellement nommé entraîneur de Schalke 04.

## Vie personnelle
Né en Bosnie, ses parents ont fuit le pays pour l'Autriche en 1992 à la suite de la guerre de Bosnie-Herzégovine, alors qu'il n'avait que neuf ans. Il expliquera : « Nous avons été confrontés à un génocide au cœur de l’Europe. On craint pour sa vie, on a peur. C’était tout simplement dévastateur. Nous avons dû prendre tout ce que nous pouvions mettre dans un sac et nous déplacer à 700 km ».